# Cu xanh sáo
Cu xanh sáo (danh pháp hai phần: Treron sphenurus) là một loài chim trong họ Columbidae.

## Miêu tả

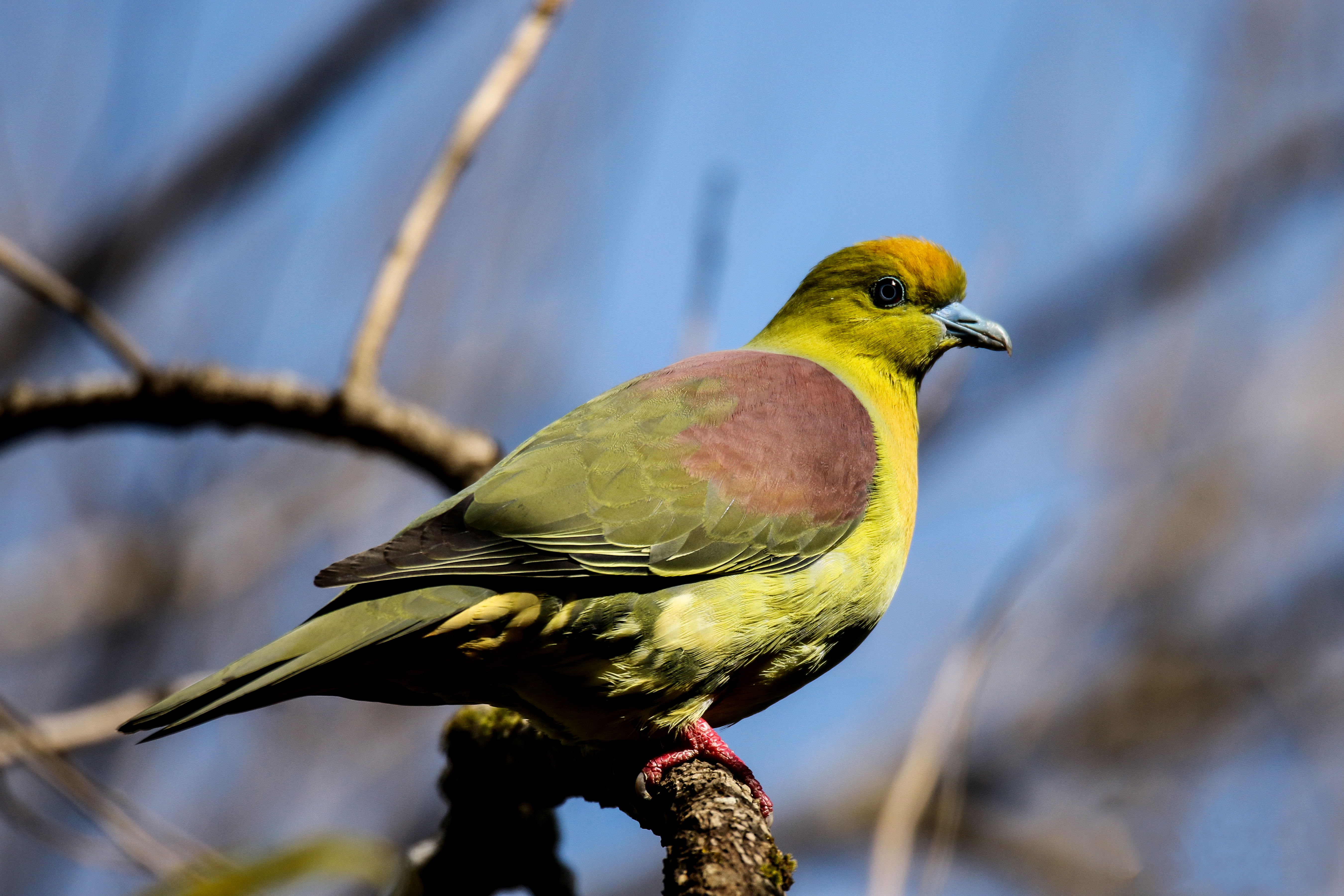

Cu xanh sáo được tìm thấy ở Tiểu lục địa Ấn Độ và Đông Nam Á. Phạm vi phân bố loài chim này ở Bangladesh, Bhutan, Campuchia, Ấn Độ, Indonesia, Lào, Malaysia, Myanmar, Nepal, Thái Lan, Tây Tạng và Việt Nam.
Môi trường sống tự nhiên của loài chim này là rừng ẩm nhiệt đới hoặc cận nhiệt đới ở đất thấp và rừng trên núi ẩm nhiệt đới hoặc cận nhiệt đới.